# Баштовой, Пётр Алексеевич
Пётр Алексеевич Баштовой — советский хозяйственный, государственный и политический деятель, Герой Социалистического Труда.

## Биография
Родился в 1927 году в селе Дивном. Член КПСС.
С 1944 года — на хозяйственной, общественной и политической работе. В 1944—1984 гг. — механизатор в Дивненской местной машинно-тракторной станции, тракторист колхоза «Путь к коммунизму» Апанасенковского района Ставропольского края.
Указом Президиума Верховного Совета СССР от 7 декабря 1973 года присвоено звание Героя Социалистического Труда с вручением ордена Ленина и золотой медали «Серп и Молот».
За творческую инициативу и активность, получение высоких и устойчивых урожаев зерновых культур на основе внедрения прогрессивных технологий, эффективного использования достижений науки и передового опыта в составе коллектива был удостоен Государственной премии СССР за выдающиеся достижения в труде 1983 года.
Избирался депутатом Верховного Совета РСФСР 9-го созыва.
Умер в Дивном в 1984 году.